# 歌の笑ルーム
『歌の笑ルーム』（うたのしょうルーム）は、1970年10月6日から1971年3月30日まで毎日放送制作・NET（現：テレビ朝日）系列の毎週火曜19:00 - 19:30（JST）に放送された歌謡バラエティ番組である。全26回。桃谷順天館の一社提供。

## 司会
- 大野しげひさ

次番組『明色お笑いゲーム合戦』も担当。

## 歌のゲスト
- 西田佐知子
- 坂本九
- 黒沢明とロス・プリモス
- 日吉ミミ
- にしきのあきら（現：錦野旦）
- 佐川満男
- 由美かおる
- 舟木一夫
- ザ・ピーナッツ
- 由紀さおり

- 三田明
- 泉アキ
- 水原弘
- 石原裕次郎
- 浅丘ルリ子
- 浜田光夫
- 大信田礼子
- ピンキーとキラーズ
- ちあきなおみ
- ソルティー・シュガー

- 森田健作
- 天童よしみ
- 橋幸夫
- 和田アキ子
- スクールメイツ
- じゅん&ネネ
- 伊東ゆかり
- ヒデとロザンナ
- 九重佑三子
- ほか

## お笑いゲスト
- 横山やすし・西川きよし
- 石井均
- ストレートコンビ
- 茶川一郎
- 白木みのる
- 南利明

ほか